# Файна Юкрайна
«Фа́йна Юкра́йна» — украинский юмористический сериал, транслировавшийся на «Новом канале» с 2008 по 2010 год. Является украинским аналогом британского шоу «Little Britain».

## Описание
Есть в мире страна, с которой не сравнится ни одна в мире. Есть у неё горы высокие и моря глубокие, и чернозёмы плодородные. И проживают там красивые женщины, работящие мужчины и самые мудрые в мире политики. Это всё и является самым большим сокровищем страны, которая называется Файна Юкрайна.

## История
Сериал является адаптированным украинским клоном популярного английского скетч-сериала «Little Britain», созданный благодаря инициативе украинских резидентов «Comedy Club».
Герои сериала имеют разный возраст и социальное положение. Не акцентируется место действия сценок в отличие от российского аналога, хотя упоминается Киев, Ивано-Франковск, Жашков и др.
В первом сезоне сериала были показаны 43 серии (с 1 по 43 серии). Первый сезон породил большое количество персонажей и даже основал особую сюжетную линию, главными героями которой стала влюблённая парочка — Антон и Маричка, а также их приключения в Египте, показанные в 35—36 сериях.
В следующих сериях эта линия получила продолжение и раскручивается уже во втором сезоне. Первый сезон завершил специальный выпуск «The best», в который вошли лучшие эпизоды первого сезона. Второй сезон транслируется с 30 августа 2009 года и пока что в нём было показано только 36 серий (серии 44—79).
Третий сезон транслировался с 24 августа 2010 года, было показано 19 серий (серии 80—98). В 2011 году показ серий прекратился, показывали только старые выпуски.

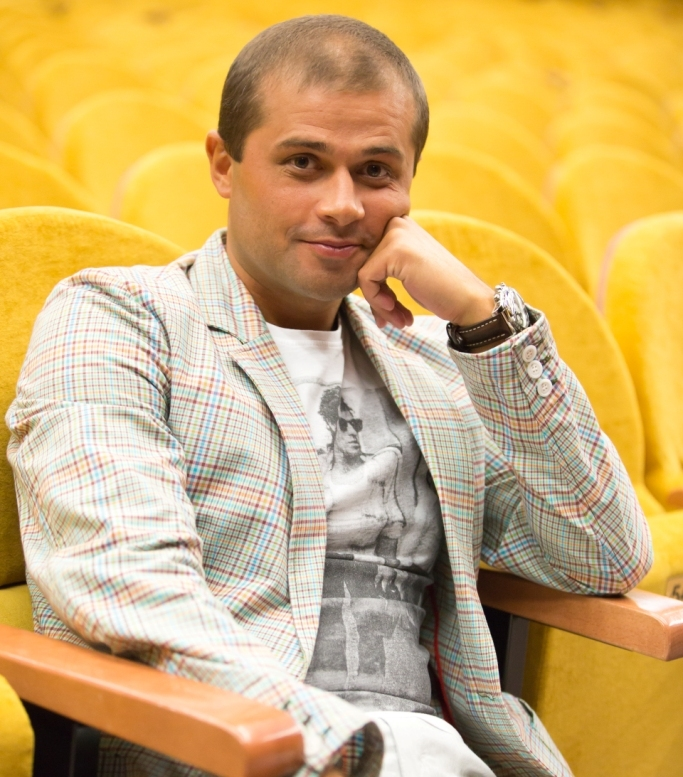
Андрей Молочный
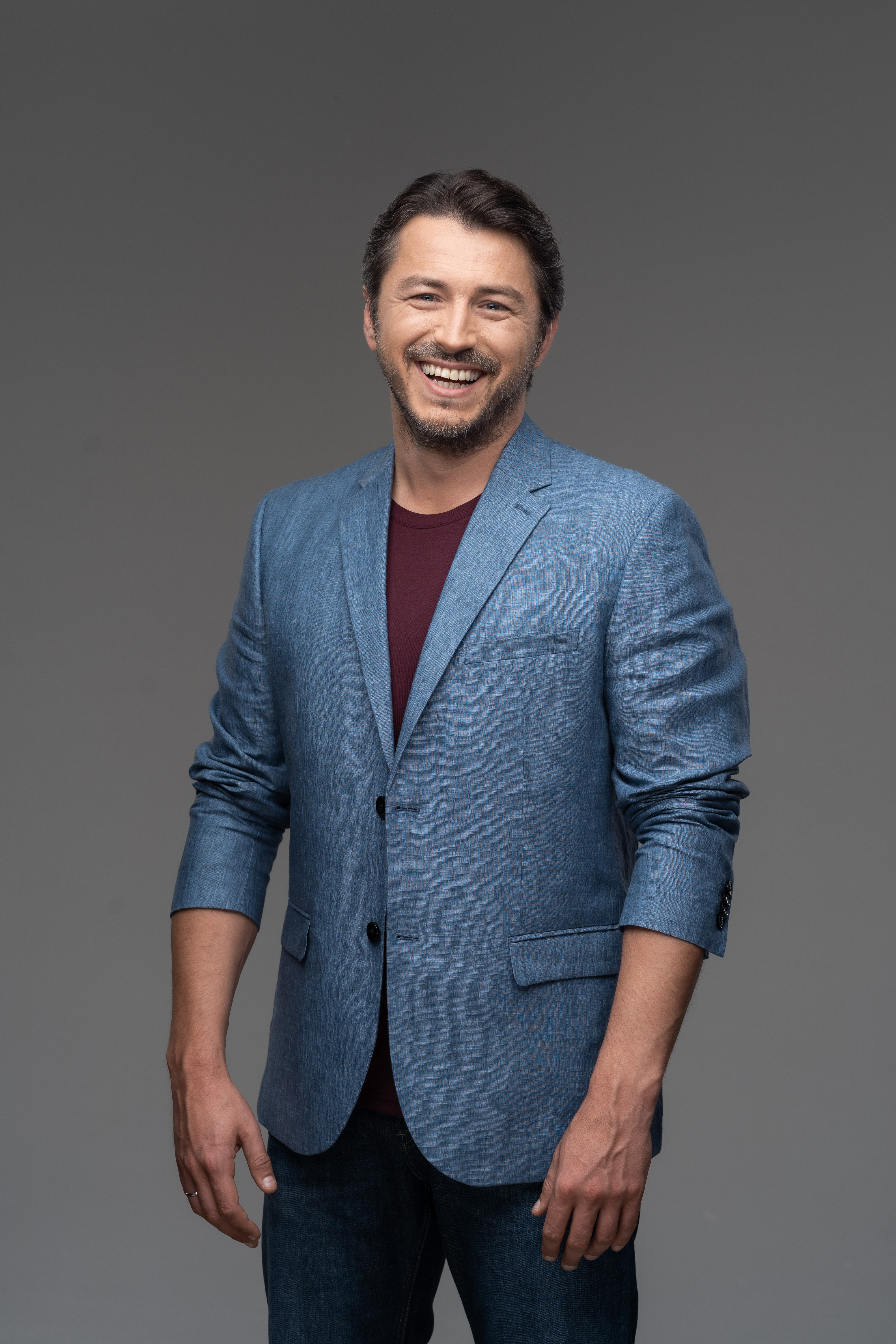
Сергей Притула

Главные роли исполняют Сергей Притула и Андрей Молочный, резиденты украинского «Comedy Club». Первый отличался одиночными номерами как Сергей Притула «Тернопольский—Серый», а второй выступал в «Дуэте имени Чехова» со вторым резидентом — Антоном Лирником.
В сентябре 2008 года на «Новом канале» были запущены анонсы сериала с неизданными отрывками, которые не были показаны в эфире.

## Города и сюжетные линии
Украинская версия скетчкома не пошла путём копирования общей концепции «Нашей Раши». Так, перед каждым скетчем не рассказывается о городе, в котором происходят события. Вообще конкретные города как места действия упоминаются редко. Столица Украины Киев служит местом действия для менеджеров средней руки и музыкального продюсера. Конкретно указывается Ивано-Франковск, как место основания первого гей-клуба украинских националистов, а также указывается место жительства одного из персонажей передачи мачо районного масштаба Антона — г. Жашков, хотя действие происходит в селе, в 20 км от него.
ГАИшник

Зачастую после вступительного слова идёт сюжет о гаишнике, который постоянно в поиске оригинального способа получить взятку с проезжающих мимо водителей. Он панически боится начальников силовых структур и пытается им услужить (в одной серии — пешехода), зачастую даже не нарушающих правила дорожного движения. Он загадывает им загадки, устраивает викторины, но цель таких действий всегда одна — «сбить бабло». Во втором сезоне в 52 серии его повышают до майора и взамен дежурства на посту переводят в МРЭО, но позже в 62 серии снова понижают до гаишника за взяточничество. Скетчи выходят каждый сезон без особых изменений, начиная с первой серии.
Продюсер Валентин и его звезда Василий

Киевский продюсер Валентин (Притула), которого очень часто посылают секретарши известных российских, украинских и зарубежных певцов, всегда находит девушек-глупышек, которые хотят раскрутиться. На самом деле он не может раскрутить даже, судя по всему, единственного своего подопечного Василия Дрючка из украинской глубинки, выступающего под псевдонимом Зирка Васыль (укр. Зірка Василь – Звезда Василий) (Молочный). Туры Василия, зачастую бесплатные, проходят по районным центрам одной области. Во втором сезоне Валентин занимается продюсированием Марички из села под Жашковым (см. Антон и Маричка) до тех пор, пока она не возвращается к Антону и они вместе едут в Киев. Начиная с 72 серии, Василий становится ведущим телемагазина «Файна Шоп», Валентин по-прежнему остаётся его продюсером, при этом руководя съёмками телемагазина. Появляются во всех сезонах.
Украинские фаны дядя Толя и Гена

Дядя Толя (Молочный) и его друг Гена (Притула) из города Лубны приходят на пустой стадион, где Дядя Толя делится опытом из фанатской жизни. Появляются в первом сезоне, в 13 и 29-43 сериях.
Тренер и спортсмен

Показано противостояние двух спортсменов или взаимоотношения тренера (Молочный) с подопечным (Притула). Герои всегда разные. Появляются в первом сезоне с 1 по 18 серии.
Украинские аграрии

Собственник земли приезжает на джипе и раздумывает, что на ней сеять. В итоге всё решается в пользу того, чтобы ничего не сеять и не сажать. Встречаются только в 3 и 5 сериях.
Менеджеры Андрей и Сергей

После окончания рабочей недели в Киеве менеджер консалтинговой компании Андрей и менеджер одного из мобильных операторов Сергей идут в местный «гэндэлык», чтобы выпить «чотырыста грамм водки и два бокалы пыва», а также поделиться событиями, произошедшими за неделю на работе. Менеджерам всегда подносит пиво одна официантка-китаянка, которая присутствует на втором плане и в других скетчкомах. Во втором сезоне в 48 серии Сергей лишается работы и Андрей приглашает его на свою. Отношения друзей резко меняются и превращаются в официальные. Они уже не ходят в «гэндэлык», а всё действие происходит у Андрея в кабинете. В 69 серии обоих менеджеров увольняют, и они становятся операторами коллцентра «Файна Мобайл». Появляются во всех сезонах.
Космонавты Лёня и Олесик

Имена космонавтов содержат намёк на мэра г. Киева и его секретаря. Мэра Киева Леонида Черновецкого в народе прозвали Космос за его специфическую модель поведения. Появляются впервые в 10 серии и регулярно появляются с 16 серии в первом сезоне.
Геи-националисты Остап и Олекса

В Ивано-Франковске образован первый клуб геев-националистов, которые считают своим долгом наказывать геев российской национальности. Главой клуба является Остап (Молочный), а его правой рукой Олекса (Притула). Также в скетчкоме иногда показывают других членов клуба, но со спины — Антина, Ореста Петровича и Мирона. Появляются во 2 и 3 частях первого сезона.
Соседи-односельчане

На Тернопольщине живут два соседа, которые ненавидят друг друга и всячески стремятся насолить друг другу. В первом сезоне скетч был показан всего один раз в 7 серии.
Антон и его невеста Маричка

Мелкий бизнесмен Антон (Притула) из г. Жашков Черкасской области приезжает на авто к своей невесте Маричке (Молочный) в селе за 20 км от его города. Он называет её «Багыней» и пишет ей стихи. Хотя он и является завидным по масштабам сельской девушки Марички женихом, но к ней захаживает некий Петро, которого не показывают. Появляются во всех сезонах.
Отец и сын

Пьющий отец (Молочный) разговаривает со своим сыном-десятиклассником (Притула), давая ему советы (прогуливать школу, воровать у сверстников). Выясняется, что мать и сын давно переехали в Бельгию, а отец живёт на улице. Скетч появляется лишь один раз в 4 серии.
Ведущие Файна TV Зиновий Пыпка и Иннокентий Бест

Ведущие Файна TV Зиновий Пыпка (Молочный) и Иннокентий Бест (Притула) символизируют собой провинциальное телевидение. В скетчкоме говорится, что украинское телевидение смело может составлять конкуренцию Молдове и Гондурасу. У Зиновия Пыпки зрачки глаз часто сходятся к носу (явный намёк на бегущую строку), а Иннокентий после съёмки репортажа может своих бывших интервьюеров и избить, и послать. Но бывает и наоборот. Особенно часто появляется мэр одного из украинских городов, который тратит деньги городского бюджета на собственные нужды и развлечения и при разоблачении журналистами ухитряется придумывать разные отговорки и оправдания в свою пользу (приют для сироток, помощь себе как малоимущему, зарабатывание денег для ремонта дорог...). Появляются во всех сезонах.
Илона Давыдовна и Анжела Петровна

Уборщицы Верховной Рады Илона Давыдовна (Притула) и Анжела Петровна (Молочный) постоянно обсуждают сплетни, которые ходят в её стенах и считают себя ровней народным депутатам. Во втором сезоне Илону и Анжелу повышают до поварих в столовой Верховной Рады. Появляются в двух сезонах до 61 серии.
Ток-шоу «Все свободны» с Саввой Шустрым на Файна TV

В скетчкоме высмеивается ведущий Савик Шустер. В начале скетчкома он постоянно спрашивает, на каком он телеканале. Появлялся во 2 и 3 частях первого сезона, а также в первой серии третьего сезона.
Тинейджеры Феликс и Жека 100 пудов

Ребята, живущие в одном подъезде: скромный кудрявый ботаник Феликс и его друг-гопник Жека 100 пудов. Роль Феликса играет Дмитрий Романов, а роль Жеки — Евгений Воронецкий. Андрей и Сергей появляются как отец и старший брат Феликса. Скетч был показан в первом сезоне, в четвёртой части (серии 28, 37-43).
Украинские олигархи

К умудрённому опытом олигарху Борису Игнатьевичу (Молочный) приезжает за советами его молодой коллега Алёшенька (Притула) (прообраз - Виталий Хомутынник, зять Сергея Притулы). Выслушав очередную идиотскую идею Алёшеньки, Борис Игнатьич говорит: «Расскажу я тебе одну историю, а ты послушаешь и сделаешь выводы». За ними постоянно ездит чёрный «Мерседес», а кто-то всё это снимает на камеру. Заканчивается сюжет традиционным «Пацанва вы зелёная!». Скетч появляется во всех сезонах.
Лариса и инструктор Денис

36-летняя женщина (Притула) хочет переспать с 24-летним тренером (Молочный). Появляются в двух сериях 4 части первого сезона.
Доктор Хлус

Этот скетч является пародией на популярный телесериал «Доктор Хаус». Врач Григорий Павлович Хлус (Молочный), его подопечный Фурман (Притула) — выпускник Тернопольской медакадемии, которого он выменял у ректора на какую-то безделушку типа пепельницы и зеркальца, в каждой серии это что-то иное, и ещё двое человек из его команды, которые «лечат людей». Есть версия, что родиной Хлуса является город Черновцы. В первых сюжетах ходят в палату, позже — на консилиум. Появляюся во втором и третьем сезонах.
Юкрайна имеет таланты

Пародия на шоу «Украина имеет талант» (укр. «Україна має талант»). Пародируются также два члена жюри — Влад Яма и Слава Фролова. В качестве талантов на сцене выступает всякая бездарщина. В роли главного члена жюри, который всегда говорит с участником, выступает продюсер Валентин, но в одном из выпусков стало известно, что пока продюсера нет, его без его ведома заменяет Зирка Василь. Появляются только во 2 сезоне.
Дед Ведун

Мудрый дед (Молочный) из украинской деревни Тухля, что во Львовской области, разнообразными народными средствами лечит людей, решая их житейские проблемы. При этом ловко «сбивает» за свои услуги деньги. Среди его клиентов как обычные сельские жители, так и известные люди — солидный бизнесмен, мэр одного украинского города, российский турист и прочие. Дед Ведун является дедушкой Антона, героя другого скетча. Появляется во втором и третьем сезонах.
Украинская армия

В скетче затронута тема украинской армии. В сюжете обыгрывается детская игра «испорченный телефон». В начале всегда показывают министра обороны Украины, который отдаёт приказ по телефону. Пройдя цепь посредников, а это — генерал (Притула), полковник (Молочный), прапорщик (Притула), приказ доходит до рядового в совершенно искажённом виде (по ходу действия у каждого следующего героя усы становятся всё короче и короче). Появляется во втором и третьем сезоне. Позднее были добавлены ещё два варианта скетча: история о полковнике и прапорщике, а также учения солдат под руководством прапорщика. При этом используются ругательства.
Аристарх Платонович и Геннадий Геннадьевич

Учёные-химики Аристарх Платонович (Молочный) и Геннадий Геннадьевич (Притула) которые создают разные отвары. Каждый раз, когда они сами употребляют свои изобретения, они ощущают на себе действие побочных эффектов. Скетч появляется во втором и третьем сезоне.
Профессор и студент

В рубрике показаны взаимоотношения профессора института Якова Иосифовича и студента Миши Бурака. В каждой серии профессор (Притула) задаёт Мише (Молочный) вопросы о том, что он только что рассказывал. Миша выкручивается благодаря разным хохмам. В конце же всё сводится к тому, что профессор нечаянно проговаривается о взятке и, сказав «лекция окончена», убегает. Появляется с 69 серии во втором и третьем сезонах.
Спортсмены Сеня и Деня

Сеня (Притула) и Деня (Молочный) качаются в тренажёрном зале, придумывают как закадрить женщин и прославиться, зовут реальных качков «Слонярами». Появляются в 6 сериях второго и третьего сезона.

## Музыка
В программе используется песня «ПоRAPaлося серце» группы «ТНМКонго» на слова и музыку А. Сидоренко и О. Михайлюты.

## Трансляция
С 21 сентября 2008 по 26 декабря 2010 год на «Новом канале» вышло всего 98 серий сериала.
26 декабря 2010 года на «Новом канале» вышла последняя 98 серия сериала в связи с уходом его продюсера Дмитрия Царенко из «Comedy Club Production». После Нового года с 2011 по 2015 год на канале уже ретранслировались старые прошедшие серии.
С сентября 2009 по декабрь 2015 года соседний телеканал медиагруппы "StarLightMedia" "ICTV" показывал этот же сериал.
18 марта 2015 года телеканал «К1» заявил, что 24 марта будет ретранслировать сериал. Первый сезон на «К1» вышел 24 марта 2015 года.
В марте 2018 года после последней ретрансляции сериала на «К1» телеканал «НЛО TV» заявил, что тоже будет ретранслировать сериал. Сериал на канале шел три года (с 2018 по 2020 год).

### Вещание
| Телеканал   | Сезон      | Год                                  |
| ----------- | ---------- | ------------------------------------ |
| Новый канал | Все сезоны | 2008—2010, 2011—2015 (повторы)       |
| К1          | Все сезоны | 2015—2018 (повторы)                  |
| НЛО TV      | Все сезоны | 2018—2020 (повторы)                  |
| ICTV        | Все сезоны | Сентябрь 2009—декабрь 2015 (повторы) |
| ОЦЕ         | Все сезоны | 2020—2021 (повторы)                  |

В декабре 2010 года продюсер «Comedy Club Production» Дмитрий Царенко заявил о своём уходе из этого производства. 98 серия, ставшая для программы последней, была показана в конце декабря этого же года.